# Нью-Росс

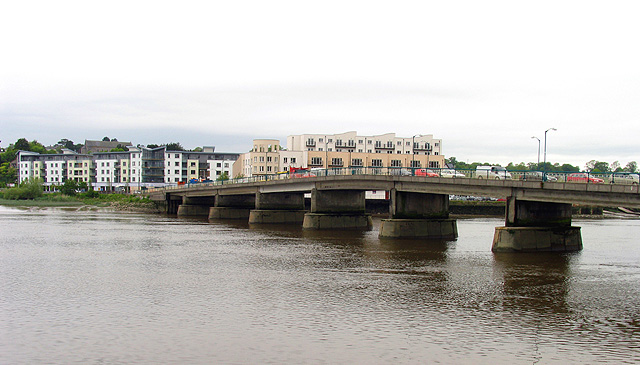
Мост через Барроу

Нью-Росс (англ. New Ross; ирл. Ros Mhic Thriúin (Рос-Викь-Хрюнь)) — (малый) город в Ирландии, находится в графстве Уэксфорд (провинция Ленстер) на восточном берегу реки Барроу. Фактически пригородом Нью-Росса является деревня Росберкон, расположенная на другом берегу реки.
Местная железнодорожная станция была открыта 19 сентября 1887 года, закрыта для пассажиропотока 30 марта 1964 года и закрыта для товароперевозок 6 сентября 1976 года.
Города-побратимы Нью-Росс —  Хартфорд,  Монкутан и  Ньюкасл.
29 июня 2008 года Джин Кеннеди-Смит, сестра покойного президента Кеннеди, открыли памятник своего брата на набережной в Нью-Россе.

## История
Поселение возникло вокруг основанного в VI веке Св. Аббаном монастыря, однако было незначительным вплоть до строительства в XII веке после англо-норманнского завоевания моста через реку, после чего уже было обнесено стенами в XIII веке и приобрело значение торгово-экономического центра, конкурирующего с Уотерфордом. 
Современное название получает в этот исторический период в противовес к ближайшему поселению Росс. В это время город стал пользоваться различными королевскими привилегиями, город обустраивается, на месте церкви Св. Аббана VI века строится в 1212 аббатство Св. Марии, в 1406 сюда из Фёрнса переносится епископство. Именно сюда от активной политической жизни удаляется Арт Макмурро Каванау, где и умирает в 1417 году. 
Уже в XVII веке город успешно пережил осаду герцога Ормонда в 1643 году, но всё же сдался на милость Кромвелю в 1649 году.

## Демография
Население — 7709 человек (по переписи 2006 года). В 2002 году население составляло 6537 человек. При этом население внутри городской черты (legal area) было 4677, население пригородов (environs) — 3032.
Данные переписи 2006 года:
| Общие демографические показатели |               |                               |                               |      |      |
| Всё население                    | Всё население | Изменения населения 2002—2006 | Изменения населения 2002—2006 | 2006 | 2006 |
| 2002                             | 2006          | чел.                          | %                             | муж. | жен. |
| 6537                             | 7709          | 1172                          | 17,9                          | 3826 | 3883 |

В нижеприводимых таблицах сумма всех ответов (столбец «сумма»), как правило, меньше общего населения населённого пункта (столбец «2006»).
| Религия (Тема 2—5: Число людей по религиям, 2006) |             |                |             |            |       |      |
| Католики, чел.                                    | Католики, % | Другая религия | Без религии | не указано | сумма | 2006 |
| 7012                                              | 91,0        | 311            | 198         | 188        | 7709  | 7709 |

| Этно-расовый состав (Этничность. Тема 2—3: Постоянное население по этническому или культурному происхождению, 2006) |            |              |           |        |        |            |       |       |
| Белые ирландцы | Лухт-шулта | Другие белые | Африканцы | Азиаты | Другие | Не указано | сумма | 2006  |
| 6079 | 160        | 1010         | 54        | 22     | 101    | 203        | 7629  | 7709  |
| Доля от всех отвечавших на вопрос, %                                                                                |            |              |           |        |        |            |       |       |
| 79,7 | 2,1        | 13,2         | 0,7       | 0,3    | 1,3    | 2,7        | 100   | 99,01 |

1 — доля отвечавших на вопрос о языке от всего населения.
| Владение ирландским языком (Тема 3 — 1 : Число людей от 3 лет и старше по способности говорить по-ирландски, 2006) |      |            |       |       |
| Владеете ли Вы ирландским языком?                                                                                  |      |            |       |       |
| Да | Нет  | Не указано | сумма | 2006  |
| 2445 | 4654 | 266        | 7365  | 7709  |
| Доля от всех отвечавших на вопрос о языке, %                                                                       |      |            |       |       |
| 33,2 | 63,2 | 3,6        | 100   | 95,51 |

1 — доля отвечавших на вопрос о языке от всего населения.
| Использование ирландского языка (Тема 3 — 2 : Говорящие по-ирландски от 3 лет и старше по частоте использования ирландского языка, 2006) |                                                            |                                               |                                               |                                               |                                               |                                               |       |                                     |      |
| Как часто и где Вы говорите по-ирландски?                                                                                                |                                                            |                                               |                                               |                                               |                                               |                                               |       |                                     |      |
| ежедневно, только в образовательных учреждениях                                                                                          | ежедневно, как в образовательных учреждениях, так и вне их | в других местах (вне образовательной системы) | в других местах (вне образовательной системы) | в других местах (вне образовательной системы) | в других местах (вне образовательной системы) | в других местах (вне образовательной системы) | сумма | всего, отвечавших на вопрос о языке | 2006 |
| ежедневно, только в образовательных учреждениях                                                                                          | ежедневно, как в образовательных учреждениях, так и вне их | ежедневно                                     | каждую неделю                                 | реже                                          | никогда                                       | не указано                                    | сумма | всего, отвечавших на вопрос о языке | 2006 |
| 704 | 48                                                         | 43                                            | 113                                           | 839                                           | 652                                           | 46                                            | 2445  | 7365                                | 7709 |
| Доля от всех отвечавших на вопрос о языке, %                                                                                             |                                                            |                                               |                                               |                                               |                                               |                                               |       |                                     |      |
| 9,6 | 0,7                                                        | 0,6                                           | 1,5                                           | 11,4                                          | 8,9                                           | 0,6                                           | 33,2  | 100                                 |      |

| Типы частных жилищ (Тема 6—1(a): Число частных домовладений по типу размещения, 2006) |          |         |                 |            |       |      |
| Отдельный дом                                                                         | Квартира | Комната | Переносные дома | не указано | сумма | 2006 |
| 2508                                                                                  | 219      | 13      | 7               | 104        | 2851  | 7709 |